# Erebonectoides macrochaetus
Erebonectoides macrochaetus is een eenoogkreeftjessoort uit de familie van de Epacteriscidae. De wetenschappelijke naam van de soort is voor het eerst geldig gepubliceerd in 1994 door Fosshagen & Iliffe.